# Дрезано
Дрезано (італ. Dresano) — муніципалітет в Італії, у регіоні Ломбардія,  метрополійне місто Мілан.
Дрезано розташоване на відстані близько 460 км на північний захід від Рима, 18 км на південний схід від Мілана.
Населення — 3085 осіб (2014).

## Демографія
Населення за роками:

Станом на 1 січня 2023 року в муніципалітеті офіційно проживало 266 іноземців з 40 країн, серед них 128 громадян країн Євросоюзу та 10 громадян України.

## Сусідні муніципалітети
- Казальмайокко
- Кольтурано
- Меділья
- Мулаццано
- Триб'яно
- Віццоло-Предабіссі